# 제3회 카를로비바리 국제 영화제
제3회 카를로비바리 국제 영화제는 1948년 7월 17일에 열린 시상식이다.

## 수상 및 후보

### 대상(장편)
- The Last Stage - Wanda Jakubowska 수상

### 감독상(장편)
- 우리 생애 최고의 해 - 윌리엄 와일러 수상

### 여우주연상(장편)
- Les freres Bouquinquant - 마델라인 로빈슨 수상